# Lucky Soul

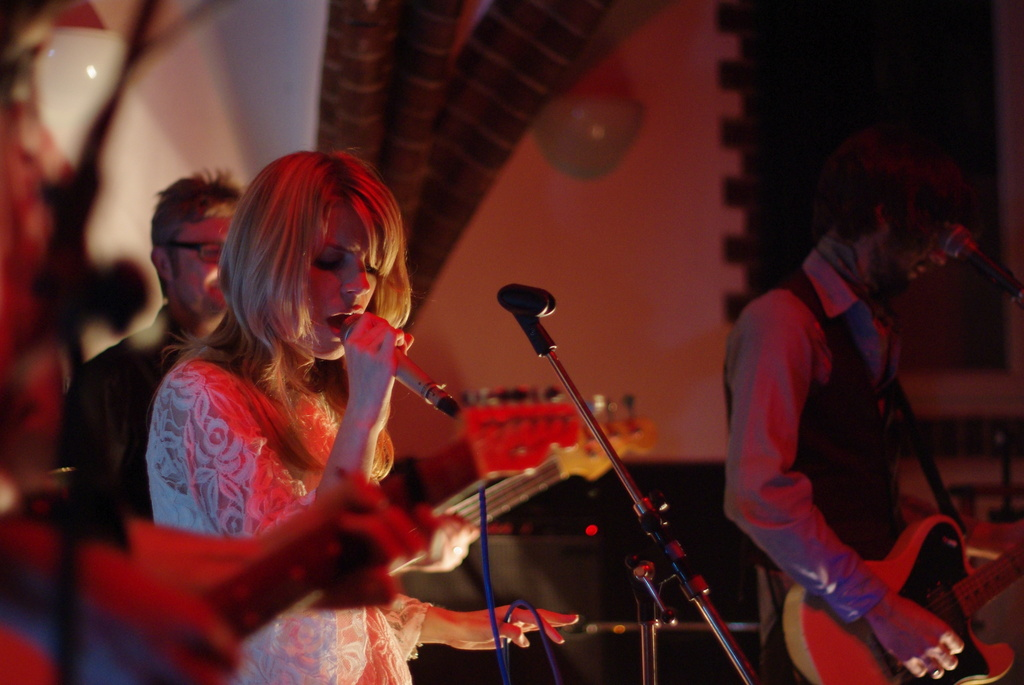

Lucky Soul est un groupe de pop ou indie pop britannique, formé en 2005 à Greenwich, et encore actif actuellement.
Leur premier single "My Brittle Heart"/"Give Me Love", sorti en mars 2006, a été désigné comme « single de la semaine » par le journal britannique The Guardian[réf. nécessaire].
Un single sortira le 11 janvier 2010 en prélude au second album prévu dans le courant de l'année 2010.

## Membres du groupe
- Ali Howard - chant
- Andrew Laidlaw - guitare
- Ivor Sims - guitare
- Art Terry - clavier
- Russell Grooms - batterie
- Mr Atkins - batterie

## Discographie

### Singles
| Single                                     | date sortie                       |
| ------------------------------------------ | --------------------------------- |
| "My Brittle Heart"/"Give Me Love"          | 20 mars 2006                      |
| "Lips are Unhappy"                         | Juin 2006                         |
| "Ain't Never Been Cool"                    | 16 janvier 2007                   |
| "Add Your Light To Mine, Baby"             | 9 mars 2007                       |
| "One Kiss Don't Make A Summer"             | 3 septembre 2007                  |
| "Lips Are Unhappy"/"Lonely This Christmas" | 17 décembre 2007 (téléchargement) |
| "White Russian Doll"                       | 11 janvier 2010                   |

### Albums
| Album              | date sortie  |
| ------------------ | ------------ |
| The Great Unwanted | 9 avril 2007 |